# Vézannes
Vézannes é uma comuna francesa na região administrativa de Borgonha-Franco-Condado, no departamento de Yonne. Estende-se por uma área de 9 km². Em 2010 a comuna tinha 52 habitantes (densidade: 5,8 hab./km²).